# ニュースバード1600
ニュースバード1600（-イチロクマルマル）は、TBSテレビのCS放送局であるTBSニュースバードで、平日の夕方に放送されていたニュース番組。

## 概要
- 2010年3月29日から2013年3月29日まで放送。かつて同じニュースバードで放送されていた『JNNイブニング』同様に、TBSアナウンサーが担当し、かつ男性キャスターがレギュラーで担当する唯一の番組である。

## 放送時間
- 本放送：毎週月曜 - 金曜日 16:00 - 16:30
- 再放送：同日の16:30 - 17:00

## キャスター

### 番組終了時点
- 月曜日：杉山真也[1]・林みなほ
- 火曜日：石井大裕・伊藤隆佑[2]・吉田明世（男性アナウンサーは隔週で1人出演）
- 水曜日：伊藤隆太[3]・豊田綾乃
- 木曜日：伊藤隆太・堀井美香
- 金曜日：伊藤隆太・古谷有美
- 気象担当：真壁京子・三ヶ尻知子（どちらか1人出演）

### 過去のキャスター
いずれもTBSアナウンサー（退社・異動者を含み、休暇中に代役を行った者は含まない）。
- 有村美香（開始 - 2010年6月、月曜担当）
- 岡村仁美（開始 - 2011年3月、木曜担当）
- 小川知子（2011年4月 - 9月、月曜担当）
- 水野真裕美（開始 - 2012年3月26日、月曜 → 火曜担当）
- 佐藤渚（2011年3月31日 - 2012年3月27日、木曜 → 火曜担当）
- 蓮見孝之（開始 - 2012年3月30日、金曜（途中まで水・木曜も）担当）
- 山田愛里（開始 - 2012年3月30日、金曜（一時期月曜）担当）
- 江藤愛（2012年4月9日 - 2012年10月1日、月曜日担当）
- 山内あゆ（2012年4月 - 2012年9月、火曜日担当）